# Ciro Capuano
Ciro Capuano (Napels, 10 juli 1981) is een Italiaans profvoetballer.
Capuano begon in het jaar 2000 met zijn professionele carrière in het voetbal als linksbenige verdediger. Na vier seizoenen bij Pisa Calcio maakte hij de overstap naar de Serie A. In de Serie A kwam hij terecht bij Bologna FC 1909. Hier speelde hij één seizoen. De volgende club van Capuano werd US Città di Palermo, tot hij in 2009 verkaste naar Catania Calcio.
| Clubs   | Divisie    | Seizoen   |
| ------- | ---------- | --------- |
| Pisa    | Serie C1/A | 2000/2001 |
| Pisa    | Serie C1/A | 2001/2002 |
| Pisa    | Serie C1/A | 2002/2003 |
| Pisa    | Serie C1/A | 2003/2004 |
| Bologna | Serie A    | 2004/2005 |
| Palermo | Serie A    | 2005/2006 |
| Palermo | Serie A    | 2006/2007 |
| Palermo | Serie A    | 2007/2008 |
| Palermo | Serie A    | 2008/2009 |
| Catania | Serie A    | 2008/2009 |
| Catania | Serie A    | 2009/2010 |
| Catania | Serie A    | 2010/2011 |